# Aşağı Kürdmahmudlu
Aşağı Kürdmahmudlu è un comune dell'Azerbaigian situato nel distretto di Füzuli. Conta una popolazione di 1 229 abitanti.